# Tréveray
Tréveray – miejscowość i gmina we Francji, w regionie Grand Est, w departamencie Moza.
Według danych na rok 1990 gminę zamieszkiwało 809 osób, a gęstość zaludnienia wynosiła 47 osób/km² (wśród 2335 gmin Lotaryngii Tréveray plasuje się na 433. miejscu pod względem liczby ludności, natomiast pod względem powierzchni na miejscu 259.).